# Mr. Frank Visser: hoe is het nu met?
Mr. Frank Visser: hoe is het nu met? is een Nederlands televisieprogramma dat wordt uitgezonden door SBS6. Het is een programma waarin wordt teruggeblikt op conflicten uit het originele programma Mr. Frank Visser doet uitspraak. In deze spin-off gaat presentator Viktor Brand terug naar de deelnemers om uit te zoeken hoe het met ze gaat nu de conflicten achter de rug zijn.

## Programmaformule
In iedere aflevering gaat presentator Viktor Brand op bezoek bij twee duo's partijen die hebben deelgenomen aan het televisieprogramma Mr. Frank Visser doet uitspraak. Er wordt teruggeblikt op de zaak die de partijen verdeeld heeft gehouden en wat er is gebeurd na de uitspraak van Frank Visser.